# White Willow
White Willow ist eine norwegische Progressive-Rock-Band, die im Jahr 1992 gegründet wurde.

## Bandgeschichte
Nach zwei Jahren Aufnahmen erschien 1995 das Debütalbum der Band, die neben Gründer Holm-Lupo damals aus Sara Trondal, Eldrid Johansen, Jan Tariq Rahman, Audun Kjus, Tirill Mohn, Alexander Engebretsen und einem nicht namentlich genannten Schlagzeuger bestand. Der melancholische Retro-Prog von Ignis Fatuus war stark vom Folk beeinflusst. Für das zweite Album, das 1998 folgte, wurde die Besetzung verändert. Nur Holm-Lupo und Rahman blieben in der Band, die durch Sylvia Erichsen, Frode Lia und Mattias Olsson (Änglagård) vervollständigt wurde. Ex Tenebris war symphonischer arrangiert als das Debüt. Nach mehreren Festival-Auftritten änderte sich die Besetzung erneut.
Holm-Lupo und Erichsen waren nun die verbleibenden Mitglieder. An Sacrament, das 2000 veröffentlicht wurde, waren außerdem Brynjar Dambo, Aage Moltke Schou, Johannes Sæbøe und Ketil Vestrum Einarsen beteiligt. Auf dem Album wurden nun die früheren Folk-Einflüsse stark zurückgenommen. Im Jahr 2001 traten White Willow beim NEARfest auf. Johannes Sæbøe, Martha Berger Walthinsen und Lars Fredrik Frøislie (Wobbler) stießen nun für Dambo und Einarsen zur Band. Das Album Storm Season erschien 2004, verzichtete auf Folk-Elemente und war härter und düsterer als die vorigen Veröffentlichungen. Sæbøe und Erichsen verließen danach die Band, Einarsen kehrte zurück und Trude Eidtang wurde neue Sängerin. Mit dem nun folgenden Album Signal to Noise versuchten White Willow modernere Elemente in ihren Stil zu integrieren. Anschließend machte die Band eine längere Pause. Holm-Lupo, Frøislie und Erichsen formierten White Willow im Jahr 2010 mit den früheren Mitgliedern Erichsen und Olsson neu. Ellen Andrea Wang übernahm nun den Bass. Mit dem Album Terminal Twilight, das 2011 erschien, kehrte die Band teilweise zu ihrem früheren melancholischen Folk-Retro-Prog zurück.
Für die Single-Veröffentlichung Animal Magnetism auf Termo Records griff die Band auf ein Stück der hannoverschen Scorpions zurück. Den Gesang übernahm statt der ausgeschiedenen Sylvia Erichsen die Sängerin Venke Knutson. Zusätzlich setzte der renommierte Klezmermusiker David Krakauer darin Akzente auf seiner Klarinette.

## Diskografie
- 1995: Ignis Fatuus
- 1998: Ex Tenebris
- 2000: Sacrament
- 2004: Storm Season
- 2006: Signal to Noise
- 2011: Terminal Twilight
- 2015: Animal Magnetism (Single)
- 2017: Future Hopes

## Belege
1. ↑  White Willow Release Fantastic Cover Of The Scorpions’ “Animal Magnetism”, Rezension 20. Februar 2015